# Lepidanthrax stichus
Lepidanthrax stichus är en tvåvingeart som beskrevs av Hall 1976. Lepidanthrax stichus ingår i släktet Lepidanthrax och familjen svävflugor.
Artens utbredningsområde är Arizona. Inga underarter finns listade i Catalogue of Life.